# Leucothea

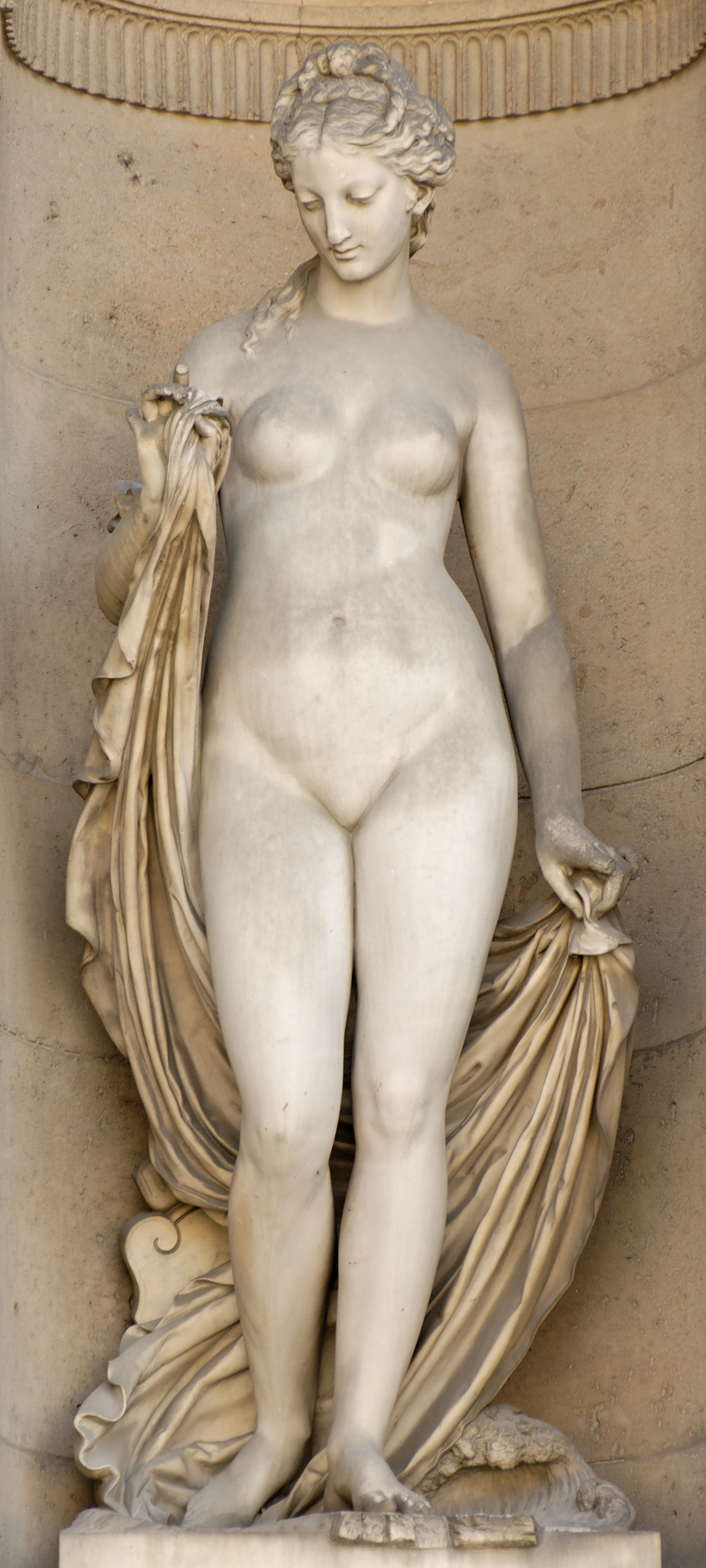
Leucothea de Jean Jules Allasseur (1862), Palatul Louvre.

În mitologia greacă, Leucothea (greacă: Leukothea (Λευκοθέα), "zeița albă") a fost unul dintre aspectele sub care zeița mării era recunoscută, în acest caz ca o nimfă metamorfozată. Este amintită pentru prima dată în Odiseea, în care l-a salvat de la înec pe Odiseu. 
Asteroidul 35 Leukothea îi poartă numele.